# The Walking Dead: Dead City
The Walking Dead: Dead City ist eine US-amerikanische Horrorserie von Eli Jorné. Sie ist das vierte Spin-off zur Serie The Walking Dead und handelt von den Figuren Maggie Rhee und Negan Smith. Die sechsteilige erste Staffel wurde ab dem 18. Juni 2023 auf dem US-amerikanischen Sender AMC ausgestrahlt. Die deutschsprachige Erstveröffentlichung fand am 13. Oktober 2023 bei MagentaTV statt. Im Juli 2023 wurde eine zweite Staffel angekündigt, welche seit dem 4. Mai 2025 erscheint. Die dritte Staffel wurde im Juli 2025 angekündigt. Nach einem Wechsel des bisherigen Showrunner (Drehbuchautor) und Produzent Eli Jorné (Schöpfer der Ursprungsserie The Walking Dead ) durch Seth Hoffman soll die dritte Staffel des Spin-offs voraussichtlich 2026 ausgesgestrahlt werden.

## Handlung
Maggie und Negan reisen durch das postapokalyptische und von Zombies besiedelte Manhattan, um Maggies entführten Sohn Hershel zu finden.

## Besetzung und Synchronisation
Die deutschsprachige Synchronisation entsteht nach einem Synchronbuch von Carsten Bengelsdorf unter der Dialogregie von Klaus Bauschulte im Auftrag der VSI Synchron in Berlin.
Hinweis: die Hauptdarsteller werden nur in den Episoden im Intro aufgeführt, in der sie auftauchen. Die einzigen Ausnahmen sind, wenn der Charakter in der Serie herausgeschrieben wurde, z. B. durch Serientod, und der Darsteller später in derselben Staffel nochmal für einen Cameo-Auftritt im Intro aufgeführt wird oder wenn der Charakter einen falschen „Serientod“ erlitten hat und für ein bis mehrere Folgen abwesend ist.
| Rolle                      | Schauspieler          | Hauptrolle       | Nebenrolle            | Synchronsprecher       |
| -------------------------- | --------------------- | ---------------- | --------------------- | ---------------------- |
| Maggie Rhee                | Lauren Cohan          | 1.01–            |                       | Nana Spier             |
| Negan Smith                | Jeffrey Dean Morgan   | 1.01–            |                       | Charles Rettinghaus    |
| Marschall Perlie Armstrong | Gaius Charles         | 1.01–            |                       | Florens Schmidt        |
| Mile „Der Kroate“ Jurkovic | Željko Ivanek         | 1.01–            |                       | Erich Räuker           |
| Hershel Rhee               | Logan Kim             | 2.01–            | 1.01–1.02, 1.04–1.06  | Finn Posthumus         |
| „Die Lady“                 | Lisa Emery            | 2.01–2.05, 2.07– | 1.05–1.06             | Nina Herting           |
| Benjamin Pierce            | Keir Gilchrist        | 2.01–            |                       | Dirk Petrick           |
| Ginny                      | Mahina Napoleon       | 1.01–2.08        |                       | Aurelia van Cauwelaert |
| Lucia Narvaez              | Dascha Polanco        | 2.01–2.06        |                       | Rubina Nath            |
| Tommaso                    | Jonathan Higginbotham |                  | 1.01–1.05             | Johann Fohl            |
| Amaia                      | Karina Ortiz          |                  | 1.01–1.05             | Anne Düe               |
| Luther                     | Michael Anthony       |                  | 1.02–1.03             | Samuel Zekarias        |
| Simon                      | Steven Ogg            |                  | 1.04                  | Dieter Memel           |
| Charlie Byrd               | Jasmin Walker         |                  | 1.06–2.02             | Elisa Bannat           |
| Bruegel                    | Kim Coates            |                  | 2.01, 2.04–2.06, 2.08 | Rainer Fritzsche       |
| Christos                   | Jake Weary            |                  | 2.01, 2.05            | Sebastian Kluckert     |
| Victor                     | Logan Schmucker       |                  | 2.01–2.02             | Christopher Arndt      |
| Roksana                    | Pooya Mohseni         |                  | 2.03–2.05             | Anna Dramski           |
| Waylen                     | Tom Ukah              |                  | 2.03                  | N. N.                  |
| Annie Smith                | Medina Senghore       |                  | 2.06–2.07             | Nadine Baier           |
| Lucille Smith              | Hilarie Burton Morgan |                  | 2.07                  | Susanne Geier          |

## Episodenliste

### Staffel 1
| Nr. (ges.) | Nr. (St.) | Deutscher Titel                   | Originaltitel             | Erstausstrahlung USA | Deutschsprachige Erstveröffentlichung (D) | Regie           | Drehbuch          | Zuschauer (USA) |
| ---------- | --------- | --------------------------------- | ------------------------- | -------------------- | ----------------------------------------- | --------------- | ----------------- | --------------- |
| 1          | 1         | Alte Bekannte                     | Old Acquaintances         | 18. Juni 2023        | 13. Okt. 2023                             | Loren Yaconelli | Eli Jorné         | 0,704 Mio.      |
| 2          | 2         | Wer ist da?                       | Who’s There?              | 25. Juni 2023        | 13. Okt. 2023                             | Loren Yaconelli | Eli Jorné         | 0,706 Mio.      |
| 3          | 3         | Menschen sind eine Ressource      | People Are a Resource     | 2. Juli 2023         | 13. Okt. 2023                             | Kevin Dowling   | Keith Staskiewicz | 0,681 Mio.      |
| 4          | 4         | Jeder gewinnt einen Preis         | Everybody Wins a Prize    | 9. Juli 2023         | 13. Okt. 2023                             | Kevin Dowling   | Eli Jorné         | 0,697 Mio.      |
| 5          | 5         | Geschichten, die wir uns erzählen | Stories We Tell Ourselves | 16. Juli 2023        | 13. Okt. 2023                             | Gandja Monteiro | Brenna Kouf       | 0,701 Mio.      |
| 6          | 6         | Doma Smo                          | Doma Smo                  | 23. Juli 2023        | 13. Okt. 2023                             | Gandja Monteiro | Eli Jorné         | 0,618 Mio.      |

### Staffel 2
| Nr. (ges.) | Nr. (St.) | Deutscher Titel                      | Originaltitel                                  | Erstausstrahlung USA | Deutschsprachige Erstveröffentlichung (D) | Regie                 | Drehbuch          | Zuschauer (USA) |
| ---------- | --------- | ------------------------------------ | ---------------------------------------------- | -------------------- | ----------------------------------------- | --------------------- | ----------------- | --------------- |
| 7          | 1         | Energie ist Macht                    | Power Equals Power                             | 4. Mai 2025          | 5. Mai 2025                               | Michael E. Satrazemis | Eli Jorné         | 0,378 Mio.      |
| 8          | 2         | Noch eine miese Lektion              | Another Shit Lesson                            | 11. Mai 2025         | 12. Mai 2025                              | Michael E. Satrazemis | Zoe Vitale        | 0,278 Mio.      |
| 9          | 3         | Was wollen Festländer auf der Insel? | Why Did the Mainlanders Cross the River?       | 18. Mai 2025         | 19. Mai 2025                              | Ed Ornelas            | Brenna Kouf       | 0,255 Mio.      |
| 10         | 4         | Feurige Freunde                      | Feisty Friendly                                | 25. Mai 2025         | 26. Mai 2025                              | Lauren Cohan          | Keith Staskiewicz | 0,346 Mio.      |
| 11         | 5         | Der Vogel irrt nicht                 | The Bird Always Knows                          | 1. Juni 2025         | 2. Juni 2025                              | Ed Ornelas            | Sarah Nolen       | 0,339 Mio.      |
| 12         | 6         | Bridgepartner sind knapp geworden    | Bridge Partners Are Hard to Come by These Days | 8. Juni 2025         | 9. Juni 2025                              | Lauren Cohan          | Eli Jorné         | 0,291 Mio.      |
| 13         | 7         | Neuer Tag, neuer Beginn              | Novi Dan, Novi Početak                         | 15. Juni 2025        | 16. Juni 2025                             | Michael E. Satrazemis | Eli Jorné         | 0,350 Mio.      |
| 14         | 8         | Wenn Geschichte ein Feuersturm wäre  | If History Were a Conflagration                | 22. Juni 2025        | 23. Juni 2025                             | Michael E. Satrazemis | Eli Jorné         | 0,376 Mio.      |

## Produktion

### Entwicklung
Im März 2022 bestätigte AMC, dass ein viertes Spin-off von The Walking Dead mit dem Titel Isle of the Dead in Arbeit sei, wobei sie sich um Maggie und Negan drehe. Lauren Cohan und Jeffrey Dean Morgan würden ihre jeweiligen Rollen aus der Originalserie wieder aufnehmen. Eli Jorné, ein Drehbuchautor und Co-Executive Producer bei The Walking Dead, würde neben Cohan und Morgan, die als Produzenten tätig sind, als Showrunner fungieren. Ende August wurde der Serientitel in The Walking Dead: Dead City umbenannt.

### Dreharbeiten
Die Dreharbeiten der ersten Staffel begannen am 19. Juli 2022 in New Jersey und wurden am 24. Oktober 2022 beendet.